# سینمای کره جنوبی
سینمای کره جنوبی (انگلیسی: Cinema of South Korea) به فیلم‌های تولید شده در کره جنوبی یا کارگردانان اهل کره جنوبی اشاره دارد. این سینما، یکی از صنایع سینمایی بزرگ در آسیای شرقی است. از کارگردانان مشهور این سینما می‌توان از کیم کی-دوک، ایم کوان-تا، بونگ جون-هو، پارک چان-ووک و کیم جی وون نام برد.